# Sawah Kulon
Sawah Kulon is een bestuurslaag in het regentschap Purwakarta van de provincie West-Java, Indonesië. Sawah Kulon telt 4354 inwoners (volkstelling 2010).